# Isurus paucus
El marrajo carite (nombre FAO), marrajo negro o tiburón mako de aleta larga (Isurus paucus) es una especie de elasmobranquio lamniforme de la familia Lamnidae, que presenta una distribución mundial en aguas templadas y tropicales. Es una especie rara, que a menudo se confunde con su pariente más conocido, el tiburón mako de aleta corta o marrajo (I. oxyrinchus). El marrajo carite es una especie de aguas moderadamente profundas, por lo que se considera una especie mesopelágica, y se ha encontrado su presencia a una profundidad de hasta 1752 metros. Alcanza una longitud máxima de 4,3 metros, y su constitución más delgada y aletas pectorales largas y anchas sugieren que es un nadador más lento y menos activo que el mako de aleta corta.
Los marrajos carite son depredadores que se alimentan de peces óseos pequeños y cefalópodos. La reproducción en esta especie es vivípara aplacentaria, lo que significa que los embriones eclosionan de sus huevos dentro del útero. En las etapas posteriores del desarrollo, los jóvenes no nacidos son alimentados con huevos inviables por la madre (oofagia). El tamaño de la camada suele ser de dos, pero puede llegar a ser de hasta ocho. El marrajo carite se captura accidentalmente en números bajos a lo largo de su rango de distribución. La Unión Internacional para la Conservación de la Naturaleza ha evaluado esta especie como en peligro de extinción (EN) debido a su rareza, baja tasa reproductiva y mortalidad continua por captura incidental.

## Descripción
El marrajo carite es el más grande de los dos marrajos y la segunda especie más grande de su familia (después del gran tiburón blanco), pues alcanza más de 2,5 metros de longitud y pesa más de 70 kg. Al igual que el resto de condrictios, las hembras crecen más que los machos. El ejemplar de mayor tamaño de que se ha dado noticia fue una hembra de 4.3 metros (14 pies) capturada frente a Pompano Beach, Florida, en febrero de 1984. Esta especie presenta una forma delgada y fusiforme con hocico puntiagudo y largo y ojos grandes que carecen de membranas nictitantes. Posee entre 12 y 13 hileras de dientes en la mandíbula superior y entre 11 y 13 hileras de dientes en la mandíbula inferior. Dichos dientes son grandes y en forma de cuchillo, sin bordes dentados ni cúspides secundarias; los dientes más externos en la mandíbula inferior sobresalen prominentemente de la boca. Las hendiduras branquiales son largas y se extienden hasta la parte superior de la cabeza.

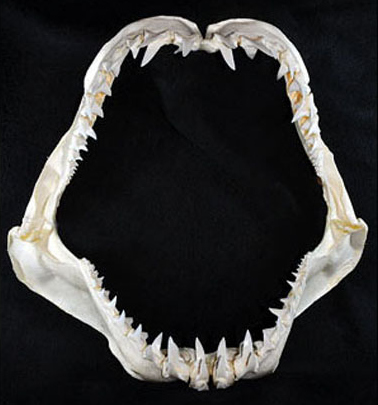
Mandíbula del marrajo carite

A diferencia del marrajo, las aletas pectorales del marrajo carite son tan largas o más que la cabeza, con un margen frontal casi recto y puntas anchas. La primera aleta dorsal es grande con un ápice redondeado y está situada detrás de las aletas pectorales. La segunda aleta dorsal y las aletas anales son pequeñas. El pedúnculo caudal se expande lateralmente en fuertes quillas. La aleta caudal tiene forma de media luna, con una pequeña muesca cerca de la punta del lóbulo superior. La coloración es azul oscuro a negro grisáceo en la parte superior y blanca en la parte inferior. Las aletas impares son oscuras, excepto por un margen posterior blanco en la aleta anal; las aletas pectorales y pélvicas son oscuras por encima y blancas por debajo con márgenes posteriores grises afilados. En adultos y jóvenes grandes, el área ventral del morro, región perimetral de la mandíbula y el origen de las aletas pectorales tienen un moteado oscuro.

## Distribución y hábitat
Los registros de esta especie están ampliamente dispersos, lo que sugiere que el marrajo carite es especie cosmopolita que se mueve por aguas tropicales y templadas-cálidas; la extensión de su rango es difícil de determinar debido a la confusión con el marrajo (I. oxyrinchus). En el Océano Atlántico occidental se encuentra desde la Corriente del Golfo frente a la Costa Este de los Estados Unidos, el Caribe y el sur de Brasil; también en la central alrededor de las Azores. En la región oriental, desde la península ibérica hasta Ghana, posiblemente incluyendo el Mar Mediterráneo y Cabo Verde. En el Océano Índico, se ha reportado en el Canal de Mozambique. En el Océano Pacífico, se encuentra frente a Japón y Taiwán, en el noreste de Australia, en varias islas del Pacífico Central al noreste de Micronesia y en el sur de California.
Siendo una especie pelágica, el marrajo carite realiza migraciones verticales, generalmente permaneciendo en la zona mesopelágica superior durante el día y ascendiendo a la zona epipelágica por la noche. Aunque su récord de profundidad haya sido reportado a 1752 metros.Frente a Cuba, es capturado con mayor frecuencia a una profundidad de 110–220 metros y es raro a profundidades superiores a 90 metros. Mientras que frente a Nueva Gales del Sur, la mayoría de las capturas ocurren a una profundidad de 50–190 m, en áreas con una temperatura superficial alrededor de 20–24 °C.

## Biología y ecología
La biología del marrajo carite es poco conocida; se sabe que es algo común en el Atlántico occidental y posiblemente en el Pacífico central, mientras que en el Atlántico oriental es raro y está superado en número por el marrajo en las capturas pesqueras, en las Azores se vio que la proporción entre marrajo carite y marrajo (I. oxyrinchus) era de 1:364 respectivamente. El cuerpo esbelto y las aletas pectorales largas y anchas del marrajo carite evocan al tiburón oceánico de puntas blancas (Carcharhinus longimanus) y al tiburón azul o tintorera (Prionace glauca), ambos tiburones de nado lento en las aguas oceánicas superficiales. Esta similitud morfológica sugiere que el marrajo carite sea menos activa que el marrajo, nada menos que la especie de tiburón más rápida. Como los otros miembros de su familia, esta especie posee sistemas de intercambio contracorriente de vasos sanguíneos llamados rete mirabilia (latín para "red maravillosa", singular rete mirabile) en la musculatura del tronco y alrededor de sus ojos y cerebro. Este sistema permite a otros lámnidos conservar el calor metabólico y mantener una temperatura corporal más alta que la de su entorno, aunque no se sabe con certeza si el marrajo carite sería capaz de lo mismo.

### Dieta
El marrajo carite posee unos ojos proporcionalmente grandes, y parece ser que se siente atraído por palitos de cyalume (barras luminosas), lo que implicaría que se trata de un depredador visual. Su dieta consiste principalmente en pequeños peces óseos (e.g., Pomatomus saltatrix)y calamares gregarios. En octubre de 1972, una hembra de 3,4 metros fue hallada con un fragmento de rostro de un pez espada (Xiphias gladius) alojado en su abdomen en el noreste del Océano Índico; no se sabe si esta hembra estaba cazando peces espada como también hace el marrajo (I. oxyrinchus), o si encontró al pez espada en algún otro contexto, por ejemplo compitiendo por los mismos recursos. Los adultos no tienen depredadores naturales, a excepción de las orcas (Orcinus orca), mientras que los jóvenes pueden ser presa de tiburones más grandes.

## Reproducción
Es ovovivíparo; la camada nace de huevos que eclosionan en el útero materno, tras lo cual se alimentan del contenido del saco vitelino. Se estima que su periodo de gestación sería en torno a los 8 meses, tras el que nacen de 1 a 8 crías cuya talla oscila entre los 65 y los 75 cm. Durante la gestación se da canibalismo intrauterino, común en tiburones ovovivíparos. La madurez sexual se alcanza con una talla de 220 centímetros para las hembras y 150 centímetros para los machos
Como otros tiburones lamniformes, el marrajo carite es una especie que presenta viviparismo aplacentario, conocido como ovoviviparismo, y típicamente da a luz a dos crías a la vez (una en cada útero), aunque en enero de 1983 se capturó una hembra de 3,3 metros embarazada con ocho embriones bien desarrollados en el Pasaje de Mona cerca de Puerto Rico. Los embriones en desarrollo son oófagos; una vez que agotan el suministro de su saco vitelino, se alimentan consumiendo grandes cantidades de huevos no viables ovulados por su madre. Se cree que esta especie podría presentar adelfofagia, al igual que otros lamniformes como el tiburón tigre de arena o solrayo arenero (Carcharias taurus) y tiburón cocodrilo (Pseudocarcharias kamoharai), aunque hasta el día de hoy no se ha observado evidencia de canibalismo entre hermanos.
Las crías miden de 97 a 120 cm de largo al nacer, presentando una cabeza y aletas pectorales proporcionalmente más largas que los adultos. Los registros de capturas frente a Florida sugieren que durante meses frío-templados (i.e., febrero y marzo), hembras grávidas se acercarían a la costa para dar a luz. Los machos y hembras alcanzan la madurez sexual con una longitud total aproximada de 2 metros y 2,5 metros, respectivamente.

## Amenazas y estado de conservación
Este tiburón es capturado, generalmente en números bajos, como captura incidental en palangres destinados a atún, pez espada y otros tiburones pelágicos, así como en redes de enmalle ancladas y con anzuelo y línea. La carne se comercializa fresca, congelada o seca y salada, aunque se considera de mala calidad debido a su textura pastosa. Las aletas también se consideran de menor calidad para su uso en la sopa de aleta de tiburón, aunque son lo suficientemente valiosas como para que los tiburones capturados a menudo sean aleteados en el mar. El resto del cuerpo puede ser procesado para ser usado en alimento para animales y harina de pescado, mientras que la piel, el cartílago y las mandíbulas también tienen valor.
Las capturas más significativas de marrajo carite son realizadas por las pesquerías de palangre tropical japonesas, entrando ocasionalmente en mercados de Tokio. De 1987 a 1994, las pesquerías de Estados Unidos reportaron capturas (desechadas, ya que esta especie no tiene valor en el mercado norteamericano) de 2 a 12 toneladas por año. Desde 1999, la retención de esta especie ha sido prohibida por el Plan de Gestión Pesquera del Servicio Nacional de Pesca Marina de EE. UU. para tiburones del Atlántico. Los marrajos carite fueron una vez significativos en la pesquería de palangre cubana, para la que representaban una sexta parte de las capturas de tiburones de 1971 a 1972; no hay datos más recientes disponibles de esta pesquería. La UICN ha evaluado esta especie como "En Peligro de Extinción" debido a su rareza, baja tasa reproductiva y susceptibilidad al equipo de pesca de tiburones. También ha sido incluida en el Anexo I del Memorando de Entendimiento sobre Tiburones Migratorios de la Convención sobre Especies Migratorias. En el Atlántico Norte, las poblaciones de marrajo han disminuido en un 40% o más desde finales de la década de 1980, y existen preocupaciones de que las poblaciones de marrajo carite estén siguiendo la misma tendencia.